# 孙暎琪
孙暎琪（1985年5月30日—），韩国男子击剑运动员，2007年世界击剑锦标赛男子花剑团体铜牌得主、2014年亚洲运动会男子花剑团体铜牌得主、2018年亚洲运动会男子花剑团体金牌得主和男子花剑个人铜牌得主、2019年世界击剑锦标赛男子花剑个人铜牌得主。